# البراء عداوي
البراء ممدوح عداوي مواليد 19 يناير 2004، هو لاعب كرة قدم سعودي لعب سابقاً لنادي الاتحاد كلاعب وسط.